# Adrapsa murina
Adrapsa murina là một loài bướm đêm trong họ Noctuidae.